# 武装衝突
武装衝突（ブソウショウトツ）は日本のパンク・ロックバンド。

## メンバー
- 煤城ダイ（ススキダイ） - ボーカル

ex.MAKAKEN/まかロニ研究所
前バンドまではベーシストであり結成当初もベースを担当していたが、前ボーカリスト脱退を機にボーカルに転向した。
- ドイフミオ - ベース、コーラス

ex.REBEL★ACTION
サポート期間を経て2014年8月正式加入。
- えの - ドラム、コーラス

## 元メンバー
ボーカル
- ハワショー

ex.BLACK MONDAYS
2007年10月脱退
ギター
- ダブ

2007年10月脱退
- ヒロカズ

2008年加入、2010年1月脱退
- 亮

2010年9月加入、2011年7月脱退
- SATORU

2011年8月加入、2015年2月脱退
- ハクイダイスケ

　2015年2月加入、2020年8月脱退
ベース
- 衝

2009年12月加入、2013年12月脱退。

## 概要
2007年煤城ダイ、えのを中心に結成。兵庫県神戸市を中心に全国的に活動。
現在は神戸のライブハウス「太陽と虎」を本拠地として活動を行っている。
初期パンクをルーツとしたサウンド、勢いを加速させるメロディー＆コーラス、メッセージ性の強い歌詞が関西のパンクキッズを中心に支持を得ている。
2016年より神戸高架下をジャックしたサーキットフェス「反逆フェス」を毎年夏に主催している。2017年に10周年を迎え、全国4か所でのワンマンライヴを開催し、12月30日にファイナルとして心斎橋BIG CATでのワンマンライヴを敢行した。

## 来歴
2007年、煤城ダイ、えのを中心にバンド結成。神戸VARITで初ライブ、１２月には初自主企画「神戸４カウント」敢行。
2008年、1stシングル「4カウント」をRISE UP RECORDSよりリリース。
2009年、ロックフェス「GOING KOBE09」に出演。9月に1stアルバム「WORKER'S HERO」をリリースする。
2010年、1月に初のワンマンライブを神戸スタークラブにて行う。12月には2ndアルバム「SONG FOR THE PUNX」をリリースする。
2011年、ロックフェス「COMIN'KOBE11」に出演。ツアーファイナル自主企画「電撃ロッカーズ2」決行。（THE RYDERS/ロリータ18号/FUNGUS）12月、2ndシングル「WHITE　CLASH」をリリース。
2012年、3rdシングル「BLACK ARMAMENT」をライブ会場限定リリース。10月より関西4バンドイベントツアー「PUNK THE IGNITION」を開催。主催は武装衝突/BADWHERE/PISTOL SHOUTS/REBEL★ACTIONの4バンド。各バンドの地元である神戸、大阪、京都、奈良にて開催。
2013年、JOY SOUNDにて代表曲「LIFE IS PUNKROCK」のリクエスト投票14773票あつまりカラオケ化。
2014年、3rdアルバム「99.9」リリース。ツアーファイナルは神戸太陽と虎にてワンマンライヴ。サポートとして参加していたベース ドイフミオ正式加入。10月にはロックフェス「MINAMI WHEEL2014」に出演する。2か月連続自主企画「電撃ロッカーズ」を東京、神戸で開催する。
2015年、徳島にて3度目のワンマンライヴを行う。ギター ハクイダイスケ加入。5月に500枚限定の4thアルバム「FULL AHEAD」をタワーレコード限定リリース。発売より1ヶ月半で完売。2か月連続自主企画「電撃ロッカーズ」を福岡・大阪で開催(二公演)。8月9日神戸太陽と虎にて、15バンド出演するイベント「パンクの日」を開催。年末に自主企画「電撃ロッカーズ」を名古屋で開催。
2016年、2月に革ジャン限定フリーギグ(ワンマン)を開催。メンバー、スタッフ、観客のみならず会場スタッフも全員革ジャンであった。7月、小田原漁港で開催された「ギラギラサマーフェスタ」、大阪服部緑地野外音楽堂で開催された「ROCK BLESS FESTA」に出演。8月6日、神戸3会場を使ったサーキットイベント「反逆FES」を主催。10月19日5thアルバム「オトナなんてキライだ！」をリリース。全国14か所のツアーを開催。
2017年、1月に池袋Admでツアーファイナルのワンマンライヴ＆武装衝突10周年記念ワンマンシリーズ東京編「激情交差点」を開催。2017年12月30日に心斎橋BIG CATでワンマンライヴを開催する事を発表。
3月11日福岡ZEROにて武装衝突10周年記念ワンマンシリーズ福岡編「パンクロックと君と僕」を開催。
5月27日名古屋ソウルキッチンにて武装衝突10周年記念ワンマンシリーズ名古屋編「逆境の中で見た光」を開催。（SOLD OUT）
7月28日神戸Varit.にて武装衝突10周年記念ワンマンシリーズ神戸編「はじまりの唄」を開催。10周年記念盤6thアルバム「SWEET 10 PUNKROCKER'S」リリース。
9月10日神戸太陽と虎・神戸108・神戸スタークラブの3会場4ステージを使ったサーキットフェス「反逆FES2017」を開催。
12月30日心斎橋BIG CATにて武装衝突10周年記念ワンマンシリーズファイナル「世界最低のI LOVE YOU」を開催。
2018年、3月3日神戸で初のアコースティックワンマンライブを開催。
5月DVDリリースツアー「ロックンロール革命」を全国6か所で主催。
5月児童養護施設で育った若者の夢を守るためのプロジェクト「夢の基金」を開始。

## ディスコグラフィー

### アルバム
- WORKER'S HERO（2009年9月）
- SONG FOR THE PUNX（2010年12月）
- 99.9（2014年2月）
- FULL AHEAD（2015年5月）-sold out-※2017年5月再発
- オトナなんてキライだ！（2016年10月）
- SWEET 10 PUNKROCKER'S（2017年7月）
- bleach（2024年3月）

### シングル
- 4カウント（2008年）-sold out-
- WHITE　CLASH（2011年）
- BLACK ARMAMENT（2012年）
- さらば、青春の光（2015年）※配信限定
- PUNK ROCK VIKING（2015年）※配信限定
- 青く光れ（2019年）
- 新しい一歩（2020年）

### DVD
- LIVE FOR THE PUNX（2011年）
- BUSOU BOOT DVD Vol.1(2015年)
- BUSOU BOOT DVD Vol.2(2015年)
- BUSOU BOOT DVD Vol.3(2016年)
- BUSOU BOOT THE DOCUMENT(2017年)
- 世界最低のI LOVE YOU(2018年)